# Ley Nacional de velocidad máxima (Estados Unidos)

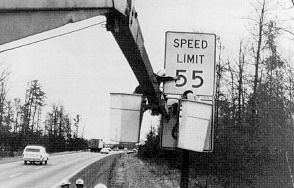
en una señal de límite de velocidad en respuesta a la Ley Nacional de Velocidad Máxima.

La Ley Nacional de Velocidad Máxima (NMSL por sus siglas en inglés) fue una disposición del Gobierno federal de los Estados Unidos para la "Ley de Conservación de Energía en Carreteras de Emergencia de 1974 (1974 Emergency Highway Energy Conservation Act)" que prohibía límites de velocidad superiores a 55 millas por hora (88,5 km/h). Fue redactado en respuesta a los picos del precio del petróleo y las interrupciones del suministro durante la crisis del petróleo de 1973 y siguió siendo la ley hasta 1995. 
Si bien los funcionarios federales esperaban que el consumo de gasolina cayera un 2,2%, los ahorros reales se estimaron entre el 0,5% y el 1%. 
La ley fue ampliamente ignorada por los automovilistas en todo el país, y algunos estados se opusieron a la ley pero muchas jurisdicciones descubrieron que era una fuente importante de ingresos. Las acciones iban desde proponer acuerdos para una exención hasta restar importancia a la aplicación del límite de velocidad. La NMSL se modificó en 1987 y 1988 para permitir hasta 65 mph (104,6 km/h) en ciertos caminos rurales de acceso limitado. El Congreso derogó la NMSL en 1995, devolviendo completamente la autoridad para establecer límites de velocidad a los estados individuales. 
El beneficio de seguridad de la ley se disputa ya que la investigación encontró resultados contradictorios. 

## Otras lecturas
- Singell, Larry D.; McNown, Robert F. (October 1985). «A Cost-Benefit Analysis of the 55 MPH Speed Limit: Reply». Southern Economic Journal 52 (2): 550. doi:10.2307/1059644.
- Clotfelter, Charles T.; Hahn, John C. (June 1978). «Assessing the national 55 m.p.h. speed limit». Policy Sciences 9 (3): 281-294. doi:10.1007/BF00136831.
- Junta de Investigación del Transporte (1984). "55: Una década de experiencia". Informe especial 204. Washington, DC: National Academies Press. Consultado en http://nap.edu/11373 .
- Rask, Mark. "American Autobahn: el camino hacia una autopista interestatal sin límite de velocidad". Minneapolis, MN: Vanguard, 1999. ISBN 0-9669136-0-4. LCCN: 98-90867.
- "Informe al Congreso: El efecto del aumento de los límites de velocidad en la era posterior a la NMSL". DOT HS 808 637. Washington, DC: Administración Nacional de Seguridad del Tráfico en las Carreteras, febrero de 1998. Accedido desde https://crashstats.nhtsa.dot.gov/Api/Public/ViewPublication/808637 .
- Baxter, James J. "Treinta años, muchos más por llegar". Driving Freedoms, vol. 23, número 1, invierno de 2012. Fundación de la Asociación Nacional de Automovilistas, Waunakee, WI. Obtenido de http://www.motorists.org/newsletter/ .
- "El vigésimo aniversario de la derogación del límite nacional de velocidad máxima de 55 mph: una mirada al impacto del logro definitorio de la NMA en los derechos de los conductores". Driving Freedoms, vol. 26, número 3, verano de 2015, págs. 6–7. Fundación de la Asociación Nacional de Automovilistas, Waunakee, WI. Obtenido de http://www.motorists.org/newsletter/ .
- Yowell, Robert O. (July 2005). «The Evolution and Devolution of Speed Limit Law and the Effect on Fatality Rates». Review of Policy Research 22 (4): 501-518. doi:10.1111/j.1541-1338.2005.00152.x.

- Datos: Q800510